# Strumigenys pergandei
Strumigenys pergandei is een mierensoort uit de onderfamilie van de Myrmicinae. De wetenschappelijke naam van de soort werd voor het eerst geldig gepubliceerd in 1895 door Carlo Emery.